# Phthitia mulroney
Phthitia mulroney är en tvåvingeart som beskrevs av Marshall 1992. Phthitia mulroney ingår i släktet Phthitia och familjen hoppflugor. Inga underarter finns listade i Catalogue of Life.